# Metropoli della Grande Parigi
La metropoli della Grande Parigi (in francese métropole du Grand Paris, AFI: /metʁopɔl dy ɡʁɑ̃ paʁi/) è una metropoli dell'Île-de-France.
Con una superficie di 814 km² e 7 115 576, la metropoli della Grande Parigi raggruppa il comune di Parigi e 130 comuni limitrofi, comprendendo l'interezza della "Piccola Corona" e sette comuni della "Grande Corona".

## Geografia fisica
Il territorio della metropoli della Grande Parigi è situato nell'area settentrionale dell'Île-de-France.
Si trova nel cuore di un vasto bacino sedimentario con terreni fertili e clima temperato, il bacino parigino, lungo le rive del fiume Senna, tra le sue confluenze con i fiumi Yerres, Marna e Oise (che scorre a ovest dei confini della metropoli).

## Storia
Per l'area metropolitana di Parigi, che si estende su otto dipartimenti diversi, non esisteva alcuna struttura amministrativa, se non quella della regione dell'Île-de-France, che comprende però anche numerose zone rurali. Questa frammentazione territoriale complicava il governo e l'amministrazione del territorio, ricevendo critiche da vari fronti. Vari attori, come la Camera di Commercio e Industria di Parigi, durante le elezioni presidenziali del 2012, hanno quindi cominciato a chiedere che fosse istituito un ente amministrativo unitario "per rispondere efficacemente alle sfide dello sviluppo della regione della capitale".
Nel marzo 2009, il Comitato per la riforma degli enti locali, presieduto da Édouard Balladur, ha pubblicato il suo rapporto, diventato noto come "Rapporto Balladur"; in questo rapporto quale si proponeva l'accorpamento del comune di Parigi con i dipartimenti limitrofi (Hauts-de-Seine, Valle della Marna e Senna-Saint-Denis) con un orizzonte temporale del 2014.
Questo progetto è stato sostenuto anche dal senatore Philippe Dallier, vicepresidente della Commissione per gli enti locali e il decentramento del Senato, e da Claude Bartolone, presidente del Consiglio dipartimentale della Senna-Saint-Denis. Tuttavia, non è stato incluso nella legge del 2010 di riforma delle collettività territoriali e la questione della riorganizzazione dell'area metropolitana parigina è stata rinviata.
Dopo il cambio di governo del 2012, non si è più pensato alla fusione dei dipartimenti.

Un progetto di legge sulla decentralizzazione presentato dal Governo Ayrault II persegue invece un approccio policentrico: i comuni dei tre dipartimenti della Piccola Corona dovrebbero essere uniti in un'unica intercomunalità che, però, non avrebbe compreso il comune di Parigi. Le questioni che riguardano l'intero agglomerato sarebbero state discusse da un'associazione dei consigli generali dei dipartimenti e della regione, a cui sarebbero state attribuite competenze soprattutto in materia di edilizia abitativa.
Nel luglio 2013, l'Assemblea nazionale ha approvato un disegno di legge per creare una nuova forma di unità amministrativa, la metropoli, in cui le grandi città sarebbero state amministrate congiuntamente con le loro aree circostanti. In particolare, la metropoli della Grande Parigi fu definita dalla legge sulla modernizzazione dell'azione pubblica territoriale e l'affermazione delle metropoli del 27 gennaio 2014 (legge MAPTAM), come parte dell'atto III della decentralizzazione.
L'articolo L. 5219-1 del Codice generale delle collettività territoriali, nella sua versione emendata dalle leggi MAPTAM e NOTRe, prevede la creazione della metropoli della Grande Parigi a far data dal 1° gennaio 2016. In quest'articolo, si cita inoltre l'obiettivo della creazione della metropoli, che è:
(Estratto dall'articolo L. 5219-1 del Codice generale delle collettività territoriali)
A ogni modo, prima di questa data, una "missione di prefigurazione" è stata istituita per pianificare la struttura e le competenze della nuova entità metropolitana, lavorando fino al 30 giugno 2016 per garantire una transizione adeguata e un'efficace implementazione. Tale "missione di prefigurazione" aveva l'obiettivo di preparare la creazione e l'organizzazione della nuova entità metropolitana. Più specificamente, la missione si occupava di:
- Definire le competenze e la struttura della metropoli della Grande Parigi: stabilire le competenze della nuova metropoli, ossia quali funzioni e responsabilità sarebbero state trasferite alla metropoli, rispetto a quelle già esistenti a livello di comuni e di altre entità regionali;
- Pianificare l'amministrazione metropolitana: progettare la governance della metropoli, compreso come gestire le relazioni tra i comuni, le autorità regionali e la metropoli stessa. Questo includeva la creazione di una struttura amministrativa che potesse coordinare le politiche metropolitane;
- Rivedere il sistema fiscale e finanziario: lavorare su una riforma fiscale che avrebbe dovuto supportare le nuove competenze metropolitane, come la gestione delle risorse fiscali provenienti dai comuni e l'allocazione delle risorse per i progetti metropolitani;
- Consultazione e dialogo: coinvolgere i vari attori locali (comuni, regioni, enti pubblici) e le parti interessate in un processo di consultazione per raccogliere opinioni e proposte sulla futura organizzazione della metropoli.

Emmanuel Macron, presidente della Repubblica eletto nel maggio 2017, annuncia di voler riformare la Métropole du Grand Paris nel 2018 dopo una consultazione nell'autunno del 2017.

## Comuni metropolitani
La metropoli della Grande Parigi comprende 131 comuni metropolitani:
- Ablon-sur-Seine
- Alfortville
- Antony
- Arcueil
- Argenteuil
- Asnières-sur-Seine
- Athis-Mons
- Aubervilliers
- Aulnay-sous-Bois
- Bagneux
- Bagnolet
- Le Blanc-Mesnil
- Bobigny
- Bois-Colombes
- Boissy-Saint-Léger
- Bondy
- Bonneuil-sur-Marne
- Boulogne-Billancourt
- Bourg-la-Reine
- Le Bourget
- Bry-sur-Marne
- Cachan
- Champigny-sur-Marne
- Charenton-le-Pont
- Châtenay-Malabry
- Châtillon
- Chaville
- Chennevières-sur-Marne
- Chevilly-Larue
- Choisy-le-Roi
- Clamart
- Clichy
- Clichy-sous-Bois
- Colombes
- Coubron
- Courbevoie
- La Courneuve
- Créteil
- Drancy
- Dugny
- Épinay-sur-Seine
- Fontenay-aux-Roses
- Fontenay-sous-Bois
- Fresnes

- Gagny
- Garches
- La Garenne-Colombes
- Gennevilliers
- Gentilly
- Gournay-sur-Marne
- L'Haÿ-les-Roses
- L'Île-Saint-Denis
- Issy-les-Moulineaux
- Ivry-sur-Seine
- Joinville-le-Pont
- Juvisy-sur-Orge
- Le Kremlin-Bicêtre
- Levallois-Perret
- Les Lilas
- Limeil-Brévannes
- Livry-Gargan
- Maisons-Alfort
- Malakoff
- Mandres-les-Roses
- Marnes-la-Coquette
- Marolles-en-Brie
- Meudon
- Montfermeil
- Montreuil
- Montrouge
- Morangis
- Nanterre
- Neuilly-Plaisance
- Neuilly-sur-Marne
- Neuilly-sur-Seine
- Nogent-sur-Marne
- Noiseau
- Noisy-le-Grand
- Noisy-le-Sec
- Orly
- Ormesson-sur-Marne
- Pantin
- Paray-Vieille-Poste
- Parigi
- Les Pavillons-sous-Bois
- Périgny
- Le Perreux-sur-Marne
- Le Plessis-Robinson

- Le Plessis-Trévise
- Le Pré-Saint-Gervais
- Puteaux
- La Queue-en-Brie
- Le Raincy
- Romainville
- Rosny-sous-Bois
- Rueil-Malmaison
- Rungis
- Saint-Cloud
- Saint-Denis
- Saint-Mandé
- Saint-Maur-des-Fossés
- Saint-Maurice
- Saint-Ouen-sur-Seine
- Santeny
- Savigny-sur-Orge
- Sceaux
- Sevran
- Sèvres
- Stains
- Sucy-en-Brie
- Suresnes
- Thiais
- Tremblay-en-France
- Valenton
- Vanves
- Vaucresson
- Vaujours
- Ville-d'Avray
- Villecresnes
- Villejuif
- Villemomble
- Villeneuve-la-Garenne
- Villeneuve-le-Roi
- Villeneuve-Saint-Georges
- Villepinte
- Villetaneuse
- Villiers-sur-Marne
- Vincennes
- Viry-Châtillon
- Vitry-sur-Seine

### Comuni metropolitani più popolosi
Di seguito è riportata la lista dei venti comuni della metropoli ordinati per numero di abitanti:
| Pos. | Stemma | Comune                | Superficie (km²) | Popolazione (ab.) | Densità (ab./km²) |
| ---- | ------ | --------------------- | ---------------- | ----------------- | ----------------- |
| 1°   |        | Parigi                | 105,4            | 2113705           | 20054             |
| 2°   |        | Saint-Denis           | 15,77            | 148907            | 9442              |
| 3°   |        | Boulogne-Billancourt  | 6,17             | 120205            | 19482             |
| 4°   |        | Montreuil             | 8,92             | 110758            | 12417             |
| 5°   |        | Argenteuil            | 17,22            | 107135            | 6222              |
| 6°   |        | Nanterre              | 12,19            | 98119             | 8049              |
| 7°   |        | Vitry-sur-Seine       | 11,67            | 95282             | 8165              |
| 8°   |        | Créteil               | 11,46            | 92859             | 8103              |
| 9°   |        | Asnières-sur-Seine    | 4,82             | 91457             | 18974             |
| 10°  |        | Colombes              | 7,81             | 90692             | 11612             |
| 11°  |        | Aubervilliers         | 5,76             | 89489             | 15536             |
| 12°  |        | Aulnay-sous-Bois      | 16,2             | 86360             | 5331              |
| 13°  |        | Courbevoie            | 4,17             | 81945             | 19651             |
| 14°  |        | Rueil-Malmaison       | 14,7             | 80842             | 5499              |
| 15°  |        | Champigny-sur-Marne   | 11,3             | 78367             | 6935              |
| 16°  |        | Saint-Maur-des-Fossés | 11,25            | 76010             | 6756              |
| 17°  |        | Noisy-le-Grand        | 12,95            | 71632             | 5531              |
| 18°  |        | Drancy                | 7,76             | 71312             | 9190              |
| 19°  |        | Levallois-Perret      | 2,41             | 68412             | 28387             |
| 20°  |        | Issy-les-Moulineaux   | 4,25             | 67695             | 15928             |

### Enti pubblici territoriali

Gli enti pubblici territoriali della Grande Parigi

La creazione della metropoli è stato accompagnata dall'abolizione degli organismi intercomunali preesistenti sul suo territorio e dalla creazione di nuove strutture, gli enti pubblici terrotoriali (EPT), che riuniscono tutti i comuni metropolitani, a eccezione di Parigi, e svolgono funzioni locali nei settori della politica urbana, delle strutture culturali, socio-culturali, socio-educative e sportive, dell'acqua e dei servizi igienici, della gestione dei rifiuti domestici e dell'azione sociale. Gli EPT esercitano anche le competenze che i Comuni avevano trasferito agli enti intercomunali aboliti.

Il comune di Parigi esercita direttamente le competenze altrimenti devolute alle EPT.
Gli undici enti pubblici territoriali sono stati definiti dai decreti da 2015-1655 a 2015-1365 dell'11 dicembre 2015.
| N. | EPT                        | Capoluogo           | Popolazione (ab.) (2022) | Superficie (km²) | Densità (ab./km²) | N° comuni | Note |
| -- | -------------------------- | ------------------- | ------------------------ | ---------------- | ----------------- | --------- | ---- |
| 2  | Vallée Sud Grand Paris     | Fontenay-aux-Roses  | 47,36                    | 408 084          | 8 616,64          | 11        |      |
| 3  | Grand Paris Seine Ouest    | Meudon              | 36,49                    | 318 738          | 8 736,53          | 8         |      |
| 4  | Paris Ouest La Défense     | Puteaux             | 59,29                    | 567 546          | 9 572,37          | 11        |      |
| 5  | Boucle Nord de Seine       | Gennevilliers       | 49,69                    | 460 202          | 9 261,46          | 7         |      |
| 6  | Plaine Commune             | Saint-Denis         | 47,40                    | 487 471          | 10 284,20         | 9         |      |
| 7  | Paris Terres d'Envol       | Aulnay-sous-Bois    | 78,07                    | 373 856          | 4 788,73          | 8         |      |
| 8  | Est Ensemble               | Romainville         | 39,18                    | 441 048          | 11 256,97         | 9         |      |
| 9  | Grand Paris - Grand Est    | Noisy-le-Grand      | 71,55                    | 413 020          | 5 772,47          | 14        |      |
| 10 | Paris-Est-Marne et Bois    | Champigny-sur-Marne | 56,33                    | 516 281          | 9 165,29          | 13        |      |
| 11 | Grand Paris Sud Est Avenir | Créteil             | 99,80                    | 324 088          | 3 247,37          | 16        |      |
| 12 | Grand-Orly Seine Bièvre    | Vitry-sur-Seine     | 123,68                   | 725 207          | 5 863,58          | 24        |      |

## Società
Abitanti censiti (migliaia)

### Etnie e minoranze straniere
Secondo i dati INSEE, al 1º gennaio 2023 la popolazione straniera era di 1 209 447 persone, pari al 17,07% dei residenti. Le nazionalità maggiormente rappresentate in base alla loro percentuale sul totale della popolazione residente erano:
- Algeria 156 973
- Portogallo 113 599
- Marocco 101 280
- Tunisia 63 670
- Cina 61 291
- Mali 48 795
- Romania 39 746
- Italia 38 655
- Costa d'Avorio 34 989
- Sri Lanka 33 049

## Amministrazione
La metropoli della Grande Parigi è amministrata da un consiglio metropolitano, composto, per il mandato 2020-2026, da 208 rappresentanti eletti a suffragio universale diretto mediante sistema di fléchage, mentre i consiglieri territoriali sono eletti al loro interno dai consigli comunali.
Questa rappresentanza, che garantisce la presenza di almeno un delegato per ciascuno dei 130 comuni, comporta una forte sovra-rappresentazione dei comuni più piccoli.
I consiglieri metropolitani sono ripartiti per il mandato 2020-2026 tenendo conto della popolazione municipale del 2019 nel seguente modo:
- Sessanta seggi per la città di Parigi (oltre 2 000 000 di abitanti), così distribuiti:[14]
  - Sette seggi per il XV arrondissement;
  - Sei seggi per il XX arrondissement;
  - Cinque seggi per il XIII, XVI, XVII, XVIII e XIX arrondissement;
  - 1uattro seggi per il XI, XII e XIV arrondissement;
  - Tre seggi per i quattro arrondissement del centro Parigi (arrondissement I, II, III e IV riuniti);
  - Due seggi per il X arrondissement;
  - Un seggio per il V, VI, VII, VIII e IX arrondissement;
- Quattro seggi per Saint-Denis (148 907 abitanti nel 2022);
- Tre seggi per Boulogne-Billancourt e Argenteuil (tra 110 468 e 119 645 abitanti);
- Due seggi per Montreuil, Nanterre, Vitry-sur-Seine, Créteil, Aubervilliers, Asnières-sur-Seine, Colombes, Aulnay-sous-Bois, Courbevoie, Rueil-Malmaison, Champigny-sur-Marne e Saint-Maur-des-Fossés (tra 74 893 e 108 402 abitanti);
- Un seggio per ciascuno degli altri comuni, la cui popolazione varia da 1 815 a 70 269 abitanti.

Il 9 luglio 2020, il consiglio comunitario, rinnovato a seguito delle elezioni municipali del 2020, ha rieletto il suo presidente, Patrick Ollier, sindaco di Rueil-Malmaison, con il sostegno della sinistra e dei centristi.
| Nominativo | Nominativo     | Partito | Partito        | Mandato      | Mandato   | Carica                   |
| Nominativo | Nominativo     | Partito | Partito        | Inizio       | Fine      | Carica                   |
| ---------- | -------------- | ------- | -------------- | ------------ | --------- | ------------------------ |
|            | Patrick Ollier |         | I Repubblicani | gennaio 2016 | in carica | Presidente metropolitano |